# Haralakatta, Channagiri
Haralakatta là một làng thuộc tehsil Channagiri, huyện Davanagere, bang Karnataka, Ấn Độ.